# Heinrich Kraemer der Jüngere
Philipp Heinrich Kraemer (* 3. August 1789 in St. Johann (Saar); † 23. November 1867 in Frankfurt am Main) war ein deutscher Eisenindustrieller.

## Familie
Die Eltern Heinrich Kraemers waren der Eisenindustrielle Philipp Heinrich Krämer und Sophie Krämer geb. Firmond. Seine Großmutter väterlicherseits war eine geborene Karcher. Sein Großvater mütterlicherseits war der Chronist der Saarstädte Georg Ludwig Firmond (1733–1810).

## Leben
Heinrich Kraemer studierte an der Bergakademie Freiberg, wo er sich 1810 immatrikulierte und der Erzgebirgischen Landsmannschaft, dem späteren Corps Montania Freiberg, anschloss. Nach seiner Studienzeit trat er in das St. Ingberter Eisenwerk, die Alte Schmelz, ein, das er ab 1822 zusammen mit seiner Mutter und seinem Bruder Friedrich (Fritz) und nach dem Tod der Mutter nur noch mit seinem Bruder weiterführte. Heinrich Kraemer oblag die kaufmännische Leitung und äußere Repräsentanz des Unternehmens. Das Unternehmen nahm 1833 ein Puddelwerk in Betrieb und stellte im gleichen Jahr die erste Dampfmaschine im Saarrevier auf. 1848 umfasste das Eisenwerk einen Hochofen, ein Puddelwerk, eine Drahtzieherei und eine mechanische Werkstätte. 1853 wurde eine Hilfs- und Krankenkasse für die Mitarbeiter eingerichtet. Sein Sohn Heinrich Kraemer (1829–1912) folgte ihm als Besitzer des Eisenwerkes. 
Heinrich Kraemer war ein Förderer des Eisenbahnbaus im Saarrevier und in der Pfalz. In seinem Todesjahr erhielt St. Ingbert aufgrund seiner Bemühungen den Anschluss an das Bahnnetz. Kraemer gehörte 1825–1828 für den Rheinkreis in der Kammer der Abgeordneten dem 3. und 4. Bayerischen Landtag an. Er saß im Landrat des Rheinkreises.

## Ehrungen
- Orden vom Heiligen Michael, Ritterkreuz
- Verdienstorden der Bayerischen Krone, Ritterkreuz, verbunden mit der persönlichen Nobilitierung